# Unión Ornitológica Internacional
La Unión Ornitológica Internacional (en inglés International Ornithologists' Union) anteriormente conocida como Comité Ornitológico internacional (International Ornithological Committee) es un grupo de unos 200 ornitólogos de todo el mundo que es responsable de organizar el congreso ornitológico internacional y otras actividades ornitológicas como fijar la clasificación de las aves.

## Congreso ornitológico internacional
El congreso ornitológico internacional es la mayor y más antigua reunión de ornitólogos. El primer congreso se realizó en 1884, y se siguió celebrando de forma irregular hasta 1926, desde cuando se reúne periódicamente cada cuatro años, con la excepción de los dos correspondientes al periodo de la Segunda Guerra Mundial y su inmediata postguerra.

### Reuniones
- 1884: Viena, Austria
- 1891: Budapest, Hungría
- 1900: París, Francia
- 1905: Londres, Reino Unido
- 1910: Berlín, Alemania
- 1926: Copenhague, Dinamarca
- 1930: Ámsterdam, Países Bajos
- 1934: Oxford, Reino Unido
- 1938: Rouen, Francia
- 1950: Uppsala, Suecia
- 1954: Basel, Suiza
- 1958: Helsinki, Finlandia
- 1962: Ithaca (Nueva York), Estados Unidos
- 1966: Oxford, Reino Unido
- 1970: La Haya, Países Bajos
- 1974: Canberra, Australia
- 1978: Berlín, Alemania
- 1982: Moscú, Unión Soviética
- 1986: Ottawa, Canadá
- 1990: Christchurch, Nueva Zelanda
- 1994: Vienna, Austria
- 1998: Durban, Sudáfrica
- 2002: Pekín, China
- 2006: Hamburgo, Alemania
- 2010: Campos do Jordão, Brasil
- 2014: Tokio, Japón
- 2018: Vancouver, Canadá
- 2022: Durban, Sudáfrica [online, covid-19]